# Epomophorus
Genre
Epomophorus est un genre de chauves-souris.
Les espèces du genre Epomophorus sont localisées en Afrique sub-saharienne.

## Liste des espèces
- Epomophorus angolensis Gray, 1870
- Epomophorus crypturus Peters, 1852
- Epomophorus gambianus (Ogilby, 1835) — Épomophore de Gambie
- Epomophorus grandis (Sanborn, 1950)
- Epomophorus labiatus (Temminck, 1837)
- Epomophorus minimus Claessen et de Vree, 1991
- Epomophorus minor Dobson, 1879
- Epomophorus wahlbergi (Sundevall, 1846) - Épomophore de Wahlberg